# Иона (Зырянов)
Епископ Иона (в миру Владимир Александрович Зырянов; 28 июля 1924, Каменск-Уральский — 1 июля 1975, Хотьково) — епископ Русской православной церкви, епископ Ставропольский и Бакинский.

## Биография
Родился 28 июля 1924 года в Каменске-Уральском в семье рабочего.
В 1939 году окончил общее среднее образование, в 1944 году — специальное художественное образование. Работал преподавателем черчения в средних учебных заведениях.
В 1949 году, поступил в Московскую духовную семинарию, которую окончил в 1952 году.
27 июля 1952 года рукоположен во диакона, 28 июля — во иерея. Определён священником кафедрального собора Вологды.
В 1953 году поступил в Ленинградскую духовную академию, где успешно закончил три курса, перешёл на четвёртый курс в Московскую духовную академию, которую окончил в 1957 году со степенью кандидата богословия за сочинение «Религиозная живопись В. М. Васнецова и её значение в истории русского искусства».
Определён сначала священником, а затем настоятелем Никольского храма погоста Заболотье (город Киржач, Владимирская область).
В 1961 году — настоятель Троицкого собора города Александрова Владимирской епархии.
С 1963 года — аспирант Московской духовной академии.
26 июня 1964 года пострижен в монашество, возведён в сан архимандрита.
5 июля 1964 года хиротонисан во епископа Астраханского и Енотаевского. Хиротонию совершали: митрополит Крутицкий и Коломенский Пимен (Извеков), архиепископ Рязанский и Касимовский Палладий (Каминский), епископ Вологодский и Череповецкий Мстислав (Волонсевич) и епископ Донат (Щёголев).
Назначение в Астрахань вызвало у него смущение и растерянность: Астраханская кафедра была в то время на положении ссылки.
Власти потребовали у владыки согласие на немедленное закрытие четырех храмов, но он ушёл в «тихую оборону» — под видом болезни  затворился в архиерейском доме, никого не принимал, очень редко служил, часто и подолгу уезжал из епархии. В итоге намеченные к закрытию храмы удалось сохранить.
С 27 февраля 1968 года — епископ Ставропольский и Бакинский.
Скончался 1 июля 1975 года в городе Хотькове Московской области. Погребён на Введенском кладбище города Москвы (16 уч.).

## Сочинения
- «Религиозная живопись В. М. Васнецова и её значение в истории русского искусства». (Кандидатское сочинение).
- Первый русский иконописец (К 850-летию со дня кончины прп. Алипия иконописца) // Журнал Московской Патриархии. 1964. — № 9. — С. 61-66.